# MycoBank
MycoBank是一個線上資料庫，記錄著各種真菌的學名與形態描述。其是由荷蘭烏特勒支的皇家科学院真菌生物多样性研究中心負責營運管理。
每種被描述的新種真菌，在經由命名專家檢視，和確認符合國際藻類、真菌、植物命名法規後，會被給予一組MycoBank的編號，然後該新種才可發表。在發表的文獻中命名者引用該物種的編號，使其編號公開於資料庫中。此資料庫有助於查詢哪些名稱已被合法發表以及其發表年份。
MycoBank也有和Index Fungorum、Life Science Identifiers與全球生物多樣性資訊機構等其他真菌資料庫連線交換訊息。MycoBank是真菌命名委員會認可的三個命名庫之一，另外兩個則是Index Fungorum和Fungal Name。

## 外部連結
- MycoBank（页面存档备份，存于）